# Ley suntuaria

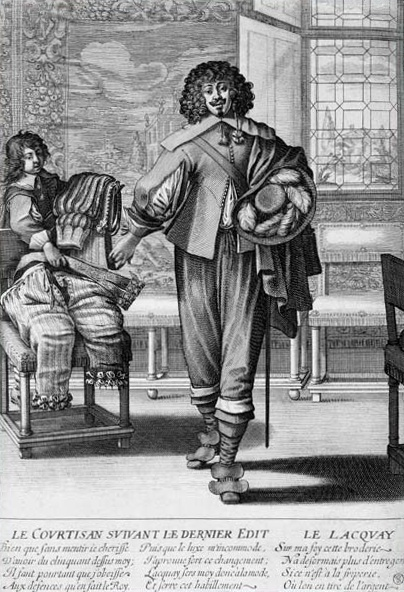
Le Courtisan suivant le Dernier Édit de Abraham Bosse – Un cortesano francés que deja de lado el encaje, las cintas y las mangas cortadas en favor del vestido sobrio de acuerdo con el Edicto de 1633.

Las leyes suntuarias (del latín sumptuāriae lēgēs) son leyes que intentan regular el consumo; con el propósito de restringir el lujo o la extravagancia, particularmente gastos excesivos en materia de vestimenta, alimentos y mobiliario. Históricamente, eran leyes que tenían la intención de regular y reforzar las jerarquías sociales y la moral a través de restricciones, a menudo dependiendo del rango social de una persona, cual es la ropa, comida y gastos de lujo que le son permitidos.
Las sociedades han usado leyes suntuarias para varios propósitos. Se utilizaron como un intento de regular la balanza comercial al limitar el mercado de costos bienes importados. Facilitaron la identificación de privilegios y rango social, y como tales podían utilizarse para la discriminación social.
Las leyes con frecuencia impedían que los plebeyos imitaran la apariencia de los aristócratas y también podían usarse para estigmatizar a los grupos desfavorecidos. En la Baja Edad Media, las leyes suntuarias en las ciudades medievales se instituyeron como una forma para que la nobleza limitara el consumo conspicuo por parte de la burguesía próspera. Si los súbditos burgueses parecieran ser tanto o más ricos que la nobleza gobernante, ello podría socavar la imagen de la nobleza sobre sí mismos como gobernantes poderosos y legítimos. Esto podría cuestionar su capacidad para controlar y defender su feudo e inspirar a posibles traidores y rebeldes. Tales leyes continuaron usándose para estos propósitos hasta bien entrado el siglo XVII.

## Grecia y Roma

### Antigua Grecia
El primer códice legal escrito griego (Código Locriano), de Zaleuco en el siglo vii a. C., estipulaba que: 

Una mujer nacida libre no puede estar acompañada por más de una esclava, a menos que esté borracha; no puede abandonar la ciudad durante la noche, a menos que esté planeando cometer adulterio; ella no puede usar joyas de oro o una prenda con borde morado, a menos que sea una cortesana; y un esposo no puede usar un anillo con incrustaciones de oro o un manto a la moda de Milesia a menos que esté propenso a la prostitución o el adulterio.

Además también prohibía el consumo de vino sin diluir excepto por motivos medicinales.

### Antigua Roma
Las Sumptuariae Leges de la antigua Roma son varias leyes promulgadas para evitar gastos exagerados (Latín sūmptus) en banquetes y vestimentas, tales como el uso del costoso tinte púrpura de Tiro. A principios del Imperio Romano, los hombres tenían prohibido usar vestimentas confeccionadas con seda.
Se consideraba que era una responsabilidad del gobierno controlar los gastos extravagantes en artículos personales, y tales restricciones se encuentran en leyes atribuidas a los reyes de Roma y en la Ley de las XII Tablas. A los censores romanos, a quienes se confió la disciplina o cura morum, publicaban las nota censoria. En las mismas presentaban la lista de todas las personas culpables de un modo de vida lujurioso; existen registros que dan cuenta de un gran número de estos casos. A medida que la República Romana avanzaba, otras leyes similares fueron promulgadas; sin embargo, hacia fines de ella, fueron virtualmente derogadas. Cualquier ley de este tipo que pudiera haber existido fue ignorada durante el período de lujo despilfarrador que caracterizó el apogeo del Imperio Romano, excepto las leyes relacionadas con el púrpura de Tiro.
Solo el emperador de Roma podía vestir el símbolo de su cargo, una capa de púrpura de Tiro bordada con hilos de oro, y los senadores romanos eran las únicas personas a las cuales les estaba permitido tener una banda de púrpura de Tiro en su toga como símbolo de su investidura. Durante el apogeo del Imperio, el gasto en importar seda desde China era tan elevado que los asesores imperiales advirtieron que las reservas de plata de Roma se estaban agotando.

## Asia

### China
Las leyes suntuarias existieron en China de una forma u otra a partir de la dinastía Qin (221 a. C.). La virtud confuciana de la moderación estaba incorporada en el sistema académico central a la burocracia de China y se codificó en sus leyes.
Algunas leyes se referían al tamaño y la decoración de tumbas y mausoleos. El fundador de la dinastía Ming, el emperador Hongwu, emitió dichas regulaciones en el primer año de su gobierno (1368) y las hizo más estrictas en 1396, permitiendo solo a la nobleza más alta y a los funcionarios de los tres rangos superiores, colocar una estela conmemorativa encima de una tortuga de piedra; las estelas de las mandarines de nivel inferior estaban posadas sobre pedestales rectangulares, mientras que los plebeyos tenían que conformarse con una simple lápida. La ubicación de las tumbas y el número de estatuas permitidas dependendían del rango.
Hacia 1550, la ley suntuaria China fue reformada. Durante mucho tiempo había sido ineficaz. El consumo de bienes de lujo había aumentado durante los siglos previos, y en el momento de la revolución industrial europea, el consumo chino de lujos como el té, el azúcar, la seda fina, el tabaco y los utensilios para comer estaba a la par del consumo en las regiones centrales de Europa.

### Japón bajo los shōgunes
En el Japón feudal, las leyes suntuarias se aprobaron con una frecuencia y una minuciosidad de alcance que no tenían paralelo en la historia del mundo occidental. Durante el período Tokugawa (1603–1868) en Japón, la gente de cada clase estaba sujeta a estrictas leyes suntuarias que incluían la regulación de los tipos de vestimenta que se podía usar. En la segunda mitad de ese período (siglos xviii y xix), la clase de comerciantes (chōnin) se había vuelto mucho más rica que los samurai aristocráticos, y estas leyes buscaban mantener la superioridad de la clase samurai a pesar de la capacidad económica que contaban los comerciantes para usar ropa mucho más lujosa y poseer artículos mucho más lujosos. El shogunato finalmente cedió y permitió ciertas concesiones, incluyendo el permitir a los comerciantes de cierto prestigio llevar una sola espada en su cinturón; los samurai debían usar un par de sables cuando estaban en servicio oficial.

## Europa medieval y del renacimiento
Las leyes suntuarias emitidas por las autoridades seculares destinadas a mantener a la población principal vestida de acuerdo con su clase no comienzan hasta el siglo XIII. Estas leyes estaban dirigidas a todo el espectro social, pero la mayor parte de la regulación estaba dirigida a las mujeres y las clases medias. La contención de la exhibición se expresaba generalmente en vocabulario religioso y moralizador, pero se vio afectado por consideraciones sociales y económicas destinadas a prevenir gastos ruinosos entre las clases ricas y el drenaje de las reservas de capital a proveedores extranjeros.

### Cortesanas
En el siglo xiii, se introdujeron formas especiales de vestimenta para prostitutas y cortesanas: en Marsella, un manto a rayas, en Inglaterra, una capucha a rayas, etc. Con el tiempo, estas tendieron a reducirse a bandas distintivas de tela unidas al brazo o al hombro, o borlas en el brazo. Las restricciones posteriores especificaron varias formas de vestimenta que estaban prohibidas, aunque a veces también se reconoció que la vestimenta representaba equipo de trabajo (y capital) para una prostituta, y podían ser eximidas de las leyes que se aplican a otras mujeres no nobles. En el siglo XV, no parece haberse impuesto vestimenta obligatoria a las prostitutas en Florencia, Venecia (la capital europea de las cortesanas) o París.

### Inglaterra
En Inglaterra, desde el reinado de Eduardo III en la Edad Media hasta bien entrado el siglo XVII, las leyes suntuarias dictaban qué color y tipo de vestimenta, pieles, telas y adornos se permitían a personas de diversos rangos o rentas. En el caso de la ropa, esto tenía como objetivo, entre otras razones, reducir el gasto en textiles extranjeros y garantizar que las personas no se vistieran "por encima de su clase social":

El exceso de vestimenta y mercancías extranjeras superfluas e innecesarias en los últimos años se ha incrementado a tal extremo que es probable se produzca la decadencia de todo el reino (al traer al reino tales sedas, paños de oro, plata y otras vanidades de tan alto costo por la cantidad de los mismos, ya que necesariamente el tesoro del reino debe ser enviado al extranjero para responder a dicho exceso), pero también particularmente la decadencia de gran número de caballeros jóvenes, por lo demás útiles, y otros que buscan a través de la indumentaria, ser considerados caballeros, quienes, seducidos por la vana ostentación de esas cosas, no solo se consumen a sí mismos, a los bienes y tierras que sus padres les han legado, sino que también se endeudan, lo que los expone a incurrir en actos ilegales, por lo que se exponen a no ser útiles a su país como de otra manera lo serían.
Estatuto emitido en Greenwich, el 15 de junio de 1574, por orden de Isabel I.

Una Ley del Parlamento de 1571 para estimular el consumo doméstico de lana y el comercio en general decretó que los domingos y festivos todos los hombres mayores de seis años, excepto la nobleza y las personas de grado, debían usar gorros de lana con la penalidad de una multa de tres farthings por día para aquel que no lo hiciera. Esta ley instituyó la gorra plana como parte de la ropa inglesa. La ley de 1571 fue derogada en 1597.
Se produjo una lista extremadamente larga de artículos, que especificaba el color, los materiales y, a veces, el lugar de fabricación (los productos importados se restringían mucho más) para cada sexo, con excepciones igualmente específicas por rango de nobleza o posición. En su mayor parte, estas leyes parecen haber tenido poco efecto, aunque el Parlamento de Inglaterra hizo repetidas enmiendas a las leyes, y varios monarcas (sobre todo los Tudor) pidieron continuamente una aplicación más estricta, especialmente en la Corte "con la intención que puede haber una diferencia del status social por su vestimenta tal como era la costumbre encomiable en tiempos pasados ".

### Italia
Durante el Medioevo y el renacimiento en Italia, varias ciudades aprobaron leyes suntuarias (leggi suntuarie) a menudo en respuesta a eventos o movimientos particulares. Por ejemplo, San Bernardino da Siena, en sus sermones públicos en Siena, tronó contra la vanidad de los vestidos lujosos; esto, sin embargo, fue contrarrestado por el beneficio económico que Siena derivó como fabricante de artículos, incluyendo ropa, de lujo. Una fuente describe este tipo de leyes como constantemente publicadas y generalmente ignoradas. Estas leyes, en su mayoría dirigidas a prendas femeninas, se convirtieron a veces en una fuente de ingresos para el estado: en efecto las leyes florentinas de 1415 restringían el lujo que podían usar las mujeres, pero eximían a las que estaban dispuestas a pagar 50 florines al año. Las leyes a menudo eran bastante específicas. Los escotes profundos fueron prohibidos en Génova, Milán y Roma a principios del siglo XVI, y las leyes que restringen la cibelina (pieles de marta cibelina como accesorios de moda) con cabezas y pies de metales preciosos y joyas se emitieron en Bolonia en 1545 y Milán en 1565.

### Francia
El breve ensayo de Montaigne "Sobre las leyes suntuarias" critica las leyes francesas del siglo XVI, y comienza diciendo: 

La forma mediante la cual nuestras leyes intentan regular los gastos vanos y ociosos en carnes y ropaje, parece ser contraria al fin que se persigue ... Promulgar que solo los príncipes están autorizados a comer rodaballo, vestir terciopelo o encaje dorado, y prohibir al común de las gentes estas cosas, ¿qué es eso, sino colocar estos elementos en mayor estima, y hacer que todas las personas estén más ansiosas por comerlos y usarlos??

Además Montaigne cita a Platón y a Zaleuco quien en sus leyes dedicó varias a la regulación de los gastos suntuarios.